# Wereldkampioenschap schaatsen allround vrouwen 1989
Het vijftigste Wereldkampioenschap schaatsen allround voor vrouwen werd op 4 en 5 februari 1989 verreden op de James B. Sheffield Olympic Skating Rink van Lake Placid, Verenigde Staten. Het was het zesde WK Allround buiten Europa en het vierde in de VS, na West Allis ('70, '87) en Keystone ('77).
Negenentwintig schaatssters uit dertien landen, de Verenigde Staten (4), de DDR (4), Nederland (4), de Sovjet-Unie (4), Canada (3), Italië (2), Polen (2), Frankrijk (1), Japan (1), Nieuw-Zeeland (1), Noorwegen (1), Oostenrijk (1), en Zweden (1), namen eraan deel. Acht rijdsters debuteerden deze editie.
Constance Moser-Scandolo werd de vierde Oost-Duitse vrouw die de WK Allround titel veroverde, in navolging van Karin Kessow, Karin Enke en Andrea Mitscherlich. Haar landgenote en debutante Gunda Kleemann eindigde op de tweede plaats. Voor het derde opeenvolgende jaar stond Yvonne van Gennip met haar zesde deelname aan het WK Allround weer op het erepodium, ze werd derde.
Naart Yvonne van Gennip bestond de Nederlandse afvaardiging dit jaar uit Marieke Stam, Petra Moolhuizen en debutante Herma Meijer. Yvonne van Gennip veroverde op de 5000m de bronzen medaille.
De Poolse Erwina Rys-Ferens nam dit jaar voor de elfde keer deel en werd daarmee de vijfde vrouw die dit aantal bereikte. De Finse Eevi Huttunen, de Zweedse Christina Scherling en de Noorse vrouwen Lisbeth Berg en Sigrid Sundby gingen haar voor.
Ook dit kampioenschap werd over de grote vierkamp, respectievelijk de 500, 3000, 1500 en 5000 m, verreden.

## Afstand medailles
| Afstand | Goud ·                   | Zilver ·                 | Brons ·                  |
| ------- | ------------------------ | ------------------------ | ------------------------ |
| 500m    | Seiko Hashimoto          | Ariane Loignon           | Constance Moser-Scandolo |
| 3000m   | Constance Moser-Scandolo | Heike Schalling          | Jacqueline Börner        |
| 1500m   | Jelena Lapoega           | Constance Moser-Scandolo | Gunda Kleemann           |
| 5000m   | Gunda Kleemann           | Constance Moser-Scandolo | Yvonne van Gennip        |

## Klassement
| Rang   | Schaatsster              | Land                           | Punten  | 500m       | 3000m        | 1500m        | 5000m        |
| ------ | ------------------------ | ------------------------------ | ------- | ---------- | ------------ | ------------ | ------------ |
| Goud   | Constanze Moser-Scandolo | Duitse Democratische Republiek | 181,389 | 43,33 (3)  | 4.39,56 (1)  | 2.10,91 (2)  | 7.58,30 (2)  |
| Zilver | Gunda Kleemann           | Duitse Democratische Republiek | 182,686 | 44,19 (10) | 4.41,72 (4)  | 2.11,16 (3)  | 7.58,23 (1)  |
| Brons  | Yvonne van Gennip        | Nederland                      | 183,034 | 43,59 (6)  | 4.42,52 (6)  | 2.13,10 (7)  | 7.59,92 (3)  |
| 4      | Mary Docter              | Verenigde Staten               | 184,099 | 44,78 (18) | 4.42,29 (5)  | 2.12,59 (4)  | 8.00,75 (4)  |
| 5      | Jacqueline Börner        | Duitse Democratische Republiek | 184,223 | 44,33 (13) | 4.41,00 (3)  | 2.12,60 (5)  | 8.08,60 (6)  |
| 6      | Seiko Hashimoto          | Japan                          | 184,554 | 42,59 (1)  | 4.49,15 (13) | 2.12,65 (6)  | 8.15,57 (10) |
| 7      | Ljoedmila Titova         | Sovjet-Unie                    | 185,471 | 44,42 (14) | 4.43,59 (7)  | 2.13,46 (8)  | 8.13,00 (7)  |
| 8      | Heike Schalling          | Duitse Democratische Republiek | 185,674 | 45,51 (20) | 4.40,36 (2)  | 2.16,04 (16) | 8.00,92 (5)  |
| 9      | Marieke Stam             | Nederland                      | 186,020 | 43,43 (4)  | 4.49,08 (11) | 2.14,34 (11) | 8.16,30 (11) |
| 10     | Jelena Lapoega           | Sovjet-Unie                    | 186,111 | 44,68 (17) | 4.49,14 (12) | 2.10,23 (1)  | 8.18,31 (12) |
| 11     | Herma Meijer             | Nederland                      | 186,555 | 43,51 (5)  | 4.48,95 (9)  | 2.15,10 (13) | 8.18,54 (13) |
| 12     | Erwina Rys-Ferens        | Polen                          | 187,787 | 44,63 (16) | 4.49,03 (10) | 2.14,23 (9)  | 8.22,43 (14) |
| 13     | Elena Belci              | Italië                         | 187,961 | 45,51 (20) | 4.45,26 (8)  | 2.16,70 (18) | 8.13,42 (9)  |
| 14     | Jelena Toemanova         | Sovjet-Unie                    | 188,016 | 45,76 (24) | 4.49,20 (14) | 2.14,26 (10) | 8.13,03 (8)  |
| 15     | Irina Bogatova           | Sovjet-Unie                    | 189,127 | 44,25 (11) | 4.52,05 (16) | 2.15,86 (15) | 8.29,16 (16) |
| 16     | Petra Moolhuizen         | Nederland                      | 189,951 | 45,76 (24) | 4.49,76 (15) | 2.16,11 (17) | 8.25,28 (15) |
| NC17   | Emese Nemeth-Hunyady     | Oostenrijk                     | 137,788 | 44,14 (9)  | 4.52,47 (17) | 2.14,71 (12) | -            |
| NC18   | Zofia Tokarczyk          | Polen                          | 138,204 | 43,69 (7)  | 4.56,45 (21) | 2.15,32 (14) | -            |
| NC19   | Ariane Loignon           | Canada                         | 138,526 | 43,31 (2)  | 4.57,12 (23) | 2.17,09 (19) | -            |
| NC20   | Chantal Côté             | Canada                         | 139,651 | 44,57 (15) | 4.55,29 (19) | 2.17,60 (20) | -            |
| NC21   | Michelle Kline           | Verenigde Staten               | 140,256 | 44,29 (12) | 4.57,04 (22) | 2.19,38 (22) | -            |
| NC22   | Tama Sundstrom           | Verenigde Staten               | 141,633 | 44,80 (19) | 4.59,10 (24) | 2.20,95 (23) | -            |
| NC23   | Shelley Rhead            | Canada                         | 142,196 | 43,86 (8)  | 5.12,02 (27) | 2.19,00 (21) | -            |
| NC24   | Minna Nystedt            | Noorwegen                      | 143,752 | 46,01 (26) | 4.59,20 (25) | 2.23,63 (24) | -            |
| NC25   | Stéphanie Dumont         | Frankrijk                      | 144,061 | 45,61 (23) | 5.02,25 (26) | 2.24,23 (25) | -            |
| NC26   | Elke Felicetti           | Italië                         | 150,061 | 48,20 (28) | 5.19,19 (28) | 2.25,99 (26) | -            |
| NC27   | Jasmine Krohn            | Zweden                         | 151,224 | 45,53 (22) | 4.55,39 (20) | 2.49,39 (28) | -            |
| NC28   | Ans Kremer               | Nieuw-Zeeland                  | 168,299 | 55,74 (29) | 5.48,40 (29) | 2.43,48 (27) | -            |
| -      | Angela Zuckerman         | Verenigde Staten               | 96,300  | 47,46 (27) | 4.53,04 (18) | NS           | -            |

* = met val
NC = niet gekwalificeerd
NF = niet gefinisht
NS = niet gestart
DQ = gediskwalificeerd
Vet gezet = kampioenschapsrecord